# Площадка вебинаров
Площадка вебинаров — интернет-сайт (или портал), предназначенный для проведения онлайн-мероприятий: вебинаров, онлайн-тренингов, онлайн-презентаций, онлайн-обучения, онлайн-встреч, онлайн-конференций.
Площадки вебинаров функционируют на основе программных оболочек для создания мультимедийных онлайн-сервисов. При разработке платформ может использоваться как дорогостоящее лицензионное программное обеспечение, так и ПО с открытым кодом. Второй вариант позволяет площадкам вебинаров формировать более демократичную ценовую политику на рынке сервисов для онлайн-коммуникаций.
Онлайн-мероприятие организовывается ведущим, который преследует свои цели. Это может быть обучение слушателей чему-то новому, либо презентация товара или услуги. В «виртуальной комнате» может собраться группа людей для обсуждения коммерческого предложения с презентацией и обсуждением предложения в реальном времени. Для проведения мероприятия ведущий должен арендовать «виртуальную комнату». Попасть в неё можно, кликнув по уникальной ссылке, которая предоставляется провайдером сервиса или генерируется автоматически, когда ведущий создает вебинар. Являясь арендатором площадки, автор вебинара в своем «личном кабинете» наполняет будущее онлайн-мероприятие материалом — загружает необходимые файлы: слайды презентации, схемы и графики, видео-материал, опросы.

## Виды площадок
Площадки вебинаров могут быть бесплатными или платными. В данном случае бесплатный вариант не всегда хуже платного. Некоторые свободные площадки обладают необходимым функционалом, хотя обычно ограничивают ведущего по количеству участников. Существуют и другие недостатки: отсутствие техподдержки и помехи в онлайн-трансляциях, связанные с большой загруженностью бесплатных сервисов.
Платные площадки различаются по стоимости, раскрученности и широте предлагаемых возможностей.
Некоторые коммерческие площадки вебинаров предлагают новичкам провести серию пробных мероприятий на их сервисе, чтобы практически ознакомиться с техническими возможностями, качеством связи и оценить уровень техподдержки.
Вебинары на различных площадках могут быть ограничены по длительности, числу участников, возможности демонстрировать файлы определённых форматов, формами получения обратной связи от слушателей (текстовый чат, возможность «взять слово», архив результатов опросов и т. д.).

## Функциональные возможности
Различные площадки вебинаров предоставляют неодинаковые возможности своим арендаторам. Некоторые площадки веб-конференций стали называть себя площадками вебинаров, не обладая при этом необходимыми функциональными возможностями.
Стандартными функциями являются демонстрация материалов вебинара в разных форматах, возможность использования виртуальной указки и инструментов рисования, общение в текстовом чате и организация опросов. Некоторые площадки дают возможность увидеть участникам происходящее на рабочем столе компьютера ведущего.
На многих площадках имеется возможность записи вебинара для повторного просмотра и дальнейшего использования в маркетинговых и коммерческих целях.
Полезной для ведущего функцией является также фиксирование данных всех участников, зарегистрировавшихся на вебинар, даже если они впоследствии не смогли на нём присутствовать.
Существуют площадки вебинаров, интегрированные с дистанционной учебной средой Moodle. У создателей учебных курсов в Moodle есть возможность встраивать в учебный процесс такие форматы обучения, как вебинары, онлайн-тренинги и мастер-классы.
На некоторых площадках есть возможность создавать посадочную/целевую страницу под онлайн мероприятие с описанием вебинара и формой регистрации. После регистрации, используя данные участников, осуществляется массовая рассылка приглашений на вебинар прямо из платформы. Имеется возможность отправлять напоминания накануне вебинара, подтверждать или отклонять заявку на участие в вебинаре конкретного человека.